# Дмитровський район
Дмитровський район (рос. Дмитровский район) — адміністративно-територіальна одиниця (район) та муніципальне утворення (муніципальний район) у складі Орловської області Російської Федерації.
Адміністративний центр — місто Дмитровськ.

## Історія
- Район утворено 30 липня 1928 року у складі Орловського округу Центрально-Чорноземної області.
- 13 червня 1934 року після ліквідації Центрально-Чорноземної області район увійшов до складу новоствореної Курської області.
- 13 липня 1944 року Дмитровський район був переданий з Курської області в Орловську область.
- З 1 січня 2006 року район отримав статус муніципального району, котрий включив 13 муніципальних утворень.

## Відомі особистості
В поселенні народився:
- Гулаков Павло Захарович (1947—2013) — російський поет.